# Yair Lapid
Yair Lapid (en hebreo יאיר לפיד) (Tel Aviv, Israel, 5 de noviembre de 1963) es un político, actor, escritor, periodista, director de televisión y presentador de noticias israelí. Fue primer ministro de Israel desde el 1 de julio de 2022 hasta el 29 de diciembre de 2022, también ejerció como ministro de Relaciones Exteriores desde 2021 a 2022, anteriormente fue primer ministro alterno de Israel de 2021 a 2022.
Fundó el partido político Yesh Atid en el 2012. En las elecciones de enero del 2013 su partido se convirtió en el segundo más grande de la Knessset luego del Likud, con el cual formó coalición de gobierno. En marzo del mismo año asumió como ministro de Economía, cargo que ocupó hasta ser despedido por el primer ministro Benjamín Netanyahu en diciembre del 2014. En mayo del 2020 asumió como líder de la oposición.
Tras las elecciones de marzo del 2021, formó un gobierno de rotación con Naftali Bennett. Según el acuerdo, Lapid asumiría el cargo de primer ministro de Israel en el 2023, pero la coalición se rompió en junio de 2022; por lo que Lapid asumió como primer ministro hasta que se celebren las elecciones anticipadas.

## Biografía
Hijo del político Yosef Tommy Lapid y la escritora Shulamit Lapid, está casado con la periodista Lihi Lapid. Tuvo un hermano que se suicidó por depresión. Yair escribió un libro sobre este asunto "Las cóleras y penurias de Saplay" (2015) aparte de otros que escribió anteriormente.

## Carrera en el periodismo y medios de comunicación
Lapid comenzó su carrera periodística como corresponsal militar para el ejército israelí en la revista semanal, Ba-Mahane ("En el Campamento"). También escribió para el periódico Maariv de corriente mainstream. En 1988 fue nombrado director de la edición de Tel Aviv publicada por el periódico del grupo Yedioth Ahronoth. En 1991 comenzó a escribir una columna semanal en el suplemento del fin de semana en un diario de circulación nacional, al principio en Maariv y más tarde con su competidor, Yedioth Ahronoth. Su columna, llamada "¿Dónde está el dinero?" se convirtió en su lema en la búsqueda de un cargo político.
En 1994 comenzó a dirigir los viernes por la noche el principal programa de entrevistas del Canal 1, y ese mismo año tuvo un papel como actor en la película israelí El canto de la sirena. Presentó un talk show en el canal 3 de televisión, y desde 1999 fue anfitrión de otro programa de esas características en el Canal 2. Publicó siete libros y escribió una serie dramática llamada War Room, que salió al aire en el Canal 2 en 2004.
En 2005 Lapid fue votado como el 36º israelí más importante de todos los tiempos, en una encuesta realizada por el sitio web de noticias israelí Ynet.
En enero de 2008 Lapid fue el anfitrión de "Ulpan Shishi", los viernes por la noche, en el Canal 2. Ese año, su primera obra, "La edad adecuada para el amor", fue interpretada en el Teatro Cámeri.